# Young Black Brotha (album)
Young Black Brotha är ett studioalbum av den amerikanska rapparen Mac Dre, släppt 1993. Albumet innehåller nya låtar, men även låtar som förekommit på tidigare album. En del av Mac Dre's rap är inspelad över telefon, då han satt i fängelse under inspelningstiden.

## Spårlista
1. "2 Hard 4 The F-ckin' Radio" - 4:56
2. "All Damn Day" - 3:50
3. "2 The Double R" - 2:33
  - Featuring - Coolio Da Unda Dogg
4. "On My Toes" - 3:58
5. "Get Some Get Right" - 3:02
6. "Young Playah" - 5:03
7. "California Livin" - 4:36
8. "This Is The Mac" - 5:18
9. "I'm N Motion" - 5:44
10. "Nothin' Correctable (Interlude)" - 0:12
11. "They Don't Understand" - 4:21
  - Featuring - Ray Luv
12. "Young Black Brotha" - 5:14
13. "The Romp Y'all" - 2:15
14. "My Chevy" - 3:21
  - Featuring - Mac Mall
15. "The M.a.c. & Mac D.r.e." - 5:01
  - Featuring, Producer - The Mac
16. "Young Mac Dre" - 4:17
17. "Much Love 4 The Mac" - 1:40
18. "Gift 2 Gab" - 5:30
19. "A Piece From Khayree" - 2:51
20. "U Still Punk Police" - 0:24
21. "Out The Water (Interlude)" - 0:18